# Équipe des États-Unis des moins de 17 ans de soccer
 (février 2025).
Si vous disposez d'ouvrages ou d'articles de référence ou si vous connaissez des sites web de qualité traitant du thème abordé ici, merci de compléter l'article en donnant les références utiles à sa vérifiabilité et en les liant à la section « Notes et références ».
Maillots
L'équipe des États-Unis des moins de 17 ans est une sélection de joueurs de moins de 17 ans au début des deux années de compétition placée sous la responsabilité de la Fédération des États-Unis de soccer. L'équipe a remporté le Championnat d'Amérique du Nord, centrale et Caraïbe de football des moins de 17 ans et a terminé une fois quatrième de la Coupe du monde de football des moins de 17 ans.

## Parcours en Championnat d'Amérique du Nord, centrale et Caraïbe de football des moins de 17 ans[1]
- 1983 :  Vainqueur
- 1985 : Non-participant
- 1987 :  Finaliste
- 1988 :  Finaliste
- 1991 :  Finaliste
- 1992 :  Vainqueur
- 1994 :  Finaliste
- 1997 :  Finaliste
- 1999 : 2e du groupe B
- 2001 : 1er du groupe B
- 2003 : 1er du groupe B
- 2005 : 1er du groupe A
- 2007 : 2e du groupe B
- 2009 :  Vainqueur (titre partagé)
- 2011 :  Vainqueur
- 2013 : 3e du groupe A
- 2015 : Quarts-de-finale
- 2017 :  Finaliste
- 2019 :  Finaliste
- 2023 :  Finaliste

## Parcours en Coupe du monde des moins de 17 ans[1]
- 1985 : 1er tour
- 1987 : 1er tour
- 1989 : 1er tour
- 1991 : Quarts-de-finale
- 1993 : Quarts-de-finale
- 1995 : 1er tour
- 1997 : 1er tour
- 1999 : 4e
- 2001 : 1er tour
- 2003 : Quarts-de-finale
- 2005 : Quarts-de-finale
- 2007 : Huitièmes-de-finale
- 2009 : Huitièmes-de-finale
- 2011 : Huitièmes-de-finale
- 2013 : Non qualifiée
- 2015 : 1er tour
- 2017 : Quarts-de-finale
- 2019 : 1er tour
- 2023 : Huitièmes-de-finale

## Palmarès
- Tournoi de Montaigu
  - Vainqueur en 1992
- Championnat d'Amérique du Nord, centrale et Caraïbe de football des moins de 17 ans
  - Vainqueur en 1983, en 1992, en 2001 (groupe B), en 2003 (groupe B), en 2005 (groupe A), en 2009 (titre partagé) et en 2011

## Anciens joueurs
- Freddy Adu
- DaMarcus Beasley
- Kyle Beckerman
- Danny Califf
- Landon Donovan
- Tim Howard
- Bryang Kayo
- John O'Brien
- Chituru Odunze
- Oguchi Onyewu
- Giovanni Reyna
- Claudio Reyna
- Adam Saldana
- Quentin Westberg